# Bataille de Corrientes

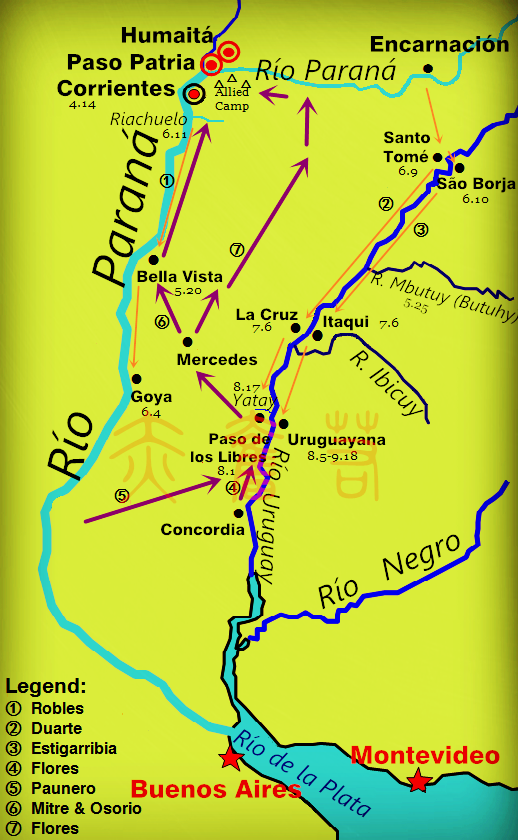
Mouvement des troupes paraguayennes et de la contre attaque allié

 (novembre 2018).
L'invasion paraguayenne de Corrientes, connue également sous le nom de Campaña de Corrientes, a eu lieu en 1865 et a été la deuxième phase de la guerre du Paraguay, au cours de laquelle l'armée paraguayenne a occupé militairement la ville de Corrientes et plusieurs villes à l'est du pays dans la province de Corrientes.
Bien que cela ne se soit pas passé sur le territoire de Corrientes, l'occupation paraguayenne et le site d'Uruguaiana au Brésil font également partie du même stade de cette guerre.

## Histoire
À la suite de l'invasion, l'Argentine et l'Uruguay sont entrés dans la guerre, qui avait déjà commencé entre le Paraguay et le Brésil, en signant la  triple alliance avec ce dernier. L’invasion est un échec absolu et permet l’invasion du territoire paraguayen par les forces de la Triple Alliance.